# Junxix.
Junxix.（ジュンエックスアイエックス）は、日本の音楽プロデューサー、ソングライター、映像作家。大阪府出身。

## 人物
関ジャニ∞に「キミへのキャロル」を作詞・作曲したことで作家デビュー。元Little Glee Monsterで令和からソロをスタートさせた荒井麻珠のトータルプロデュースをはじめ様々な場所で精力的にクリエイティブ活動をしている、男性音楽プロデューサー。またファッションブランド「XIX」のプロデュースも行っている。

## 楽曲提供
- 関ジャニ∞
  - 「キミへのキャロル」-（作詞・作曲）

- ジャニーズWEST
  - 「ギラギラブベイベー」-（作詞・共作曲）

- ときめき♡宣伝部
  - 「人生最幸のメロディ」- （作詞）

- ももいろクローバーZ
  - 「華麗なる復讐」-（作曲）

- 荒井麻珠（All Produce・作詞・作曲）
  - 「アイスキャンディー」
  - 「いつか終わる人生の中で」
  - 「DOOR」-『ゾイドワイルドZERO』EDテーマ
  - 「SMiLE」
  - 「Rock with me」
  - 「college」
  - 「Always」）
  - 「恋覿面TRICK」
  - 「Sing a long!」
  - 「Timing Clever part Ⅱ」
  - 「Infinity」『おじさんが私の恋を応援しています（脳内）』EDテーマ
  - 「KOE」
  - 「イマジナリーフレンド」
  - 「honesty 」
  - 「Hello New Sekai」（作詞のみ）
  - 「世界が変わる音を聴いた」
  - 「おくりもの」

- 来栖りん（作詞・作曲）
  - 「キミタイトル」-（作曲のみ）
  - 「I wish」『神無き世界のカミサマ活動』OPテーマ
  - 「臆病シャイガール」
  - 「くるーず!」
  - 「はじまりはいつも」
  - 「ハピ♡ラキ」
  - 「Get you ×2」
  - 「Hop Step Jump☆ウィンク」
  - 「境界 Identity」
  - 「ばいばい、」
  - 「クアーフの海」
  - 「Believer」テレビアニメ『転生したらスライムだった件 第3期』エンディングテーマ[2]
  - 「SUMMER JOY」[2]
  - 「ヒロイン」[2]

- 26時のマスカレイド
  - 「トゥインクル・ディバディ・ドゥ」-（作詞・作曲・サウンドプロデュース）
  - 「未来へのハーモニー」-（作詞・作曲・サウンドプロデュース）

- 中谷育 アイドルマスター
  - 「キミが真ん中にいた」-（作詞）

- TrySail
  - 「またね、」-（作詞・作曲）

- はちみつロケット
  - 「お願いメテロティス」-（作詞・作曲）

- 豊永利行
  - 「I'll Be on Your Side」-（作詞・作曲）
  - 「とある午後の僕物語」-（作詞・作曲）

- EXID
  - 「VAPORIZE YOURSELF!」-（作詞）

- LABOUM
  - 「Sugar Pop」-（作詞）

- TrySail
  - 「またね、」- （作詞、作曲）

- デジモンアドベンチャー tri.
  - ED主題歌「僕にとって」-（作詞・作曲・サウンドプロデュース）
  - 太刀川ミミ（CV:吉田仁美） 「Go My Way」-（作詞・作曲）
  - 城戸 丈（CV:池田純矢） 「I can’t」-（作詞・作曲）
  - ガブモン（CV:山口眞弓） 「君にとって」-（作詞・作曲）
  - ゴマモン（CV:竹内順子） 「You can」-（作詞・作曲）

- ピコ
  - 「Black Swan」-（作詞）
  - 「花鳥諷詠」-（作詞）
  - 「Realizing」-（作詞）

- Peel the Apple（作詞・作曲・サウンドプロデュース）
  - 「Va!Vamos!」
  - 「Metal the Apple」
  - 「潮風ジェラシー」
  - 「大好きだよ、ブロッサム」

- 月に足跡を残した6人の少女達は一体何を見たのか…（作詞・作曲・サウンドプロデュース）
  - 「月に足跡を遺せ」
  - 「声を上げろ」
  - 「Moon Light」
  - 「Stand Up」
  - 「弓張月」
  - 「愛は君だ。」

- テラス×テラス
  - 「明日の天気は、素敵晴れー」-（作詞・作曲・サウンドプロデュース）

- 手羽先センセーション
  - 「好きって言ったらどうする?」-（作曲・サウンドプロデュース）

- MeseMoa.
  - 「レアモンスター」-（作詞）

- 天開司
  - 「Beast」-（作曲）

- YORISOERU
  - 「恋はオックスフォードブルー」-（作詞・作曲）
  - 「全力 DEARMER!」-（作詞・作曲）
  - 「初恋サマーバケーション」-（作詞・作曲）